# Célestin Hakizimana
Célestin Hakizimana, né le 14 août 1963 à Kigali, est un prêtre catholique rwandais, évêque de Gikongoro (de) depuis 2015.

## Biographie

### Enfance et formation
Célestin Hakizimana est né le 14 août 1963 à Kigali. Il étudie au séminaire intermédiaire des prêtres de Nyakibanda à Butare. Il est docteur en théologie. Il entre en fonction le 21 juillet 1991 pour l'éducation des prêtres de l'Erzbistum de Kigali. 

### Parcours
Il a été ordonné prêtre le 21 juillet 1991 et incardiné dans l'archidiocèse de Kigali. Après un court stage comme vicaire, il a été représentant diocésain pour l'éducation catholique et directeur national du Centre Saint. Paul. Dans les années 1998-2003, il a dirigé l'organisation GEMECA et dans les années 2003-2010, il a effectué des études doctorales à Naples. De retour au pays, il est élu secrétaire général de la Conférence épiscopale rwandaise.
Le 26 novembre 2014, le pape François le nomme Ordinaire du diocèse de Gikongoro,,,. Il est consacré le 24 janvier 2015 par le métropolite de Kigali, Thaddée Ntihinyurwa.

#### Juste durant le génocide des Tutsis.
Il travaille à la paroisse Sainte Famille aux côtés de Wenceslas Munyeshyaka et est considéré à Kigali comme un juste. Car dans sa paroisse, les réfugiés n'ont pas été abandonnés aux miliciens.
Il donne comme raisons : 

« Je savais bien que les Tutsi pourchassés étaient des innocents et qu’ils méritaient protection. Les Interahamwe savaient que des Tutsis s’étaient réfugies chez nous, et je leur disais que leur ennemi n’était pas ici mais au front. Des fois, je leur donnais de l’argent, parfois de la nourriture et des boissons, mais ça ne les empêchait pas de revenir à plusieurs reprises, prendre une vingtaine de Tutsi et aller les exécuter ailleurs »